# Baram (Izrael)
Baram (hebr. ברעם) – kibuc położony w samorządzie regionu Ha-Galil ha-Eljon, w Dystrykcie Północnym, w Izraelu.
Leży na północy Górnej Galilei, przy granicy z Libanem.
Członek Ruchu Kibuców (Ha-Tenu’a ha-Kibbucit).

## Historia
Kibuc został założony w 1949 przez byłych żołnierzy Palmachu.

## Gospodarka
Gospodarka kibucu opiera się na sadownictwie. Z przemysłu znajduje się tutaj zakład produkujący sprzęt medyczny Elcam Medical.